# Circus Funk
『Circus Funk』（サーカス ファンク）は、香取慎吾の3枚目のオリジナル・アルバム。2024年11月27日にデジタルリリースされ、2025年5月28日にCDが発売された。発売元はTOY’S FACTORY。

## 概要
2024年10月30日に約2年7か月ぶりに3枚目のアルバムが配信され、香取自身初のフェスが開催されることが発表された。
2024年12月3日、12月4日に本作を提げて、さまざまなfeatゲストが出演する「“Circus Funk” Festival」が開催された。なお、2025年の5月31日からは、本作を提げて、香取自身初のソロコンサートツアー「SHINGO KATORI 1st LIVE TOUR Circus Funk 2025」が開催されることが発表された。
本作は、豪華なfeatゲストとコラボレーションしている。（Chevon、中森明菜、乃紫、緑黄色社会など）
2024年11月27日に先駆け、11月13日には、「Circus Funk（feat. Chevon）」11月20日に「TATTOO（feat. 中森明菜）」がそれぞれ先行配信された。
なお、カバー曲も含まれており、香取初主演ドラマ『透明人間』の主題歌であるサザンオールスターズの「愛の言霊 〜Spiritual Message〜」をNight Tempoとコラボレーションし、香取がいつかカバーして見たかった、中森明菜の「TATTOOを本人とコラボレーションし、カバーした。
なお、本作のリードトラックである「Circus Funk（feat. Chevon）」は、札幌を拠点に活動する3人組バンドChevonとコラボレーションした楽曲。また、香取主演ドラマ『日本一の最低男 ※私の家族はニセモノだった』の主題歌にもなっていて、2024年の12月11日には、香取自身9年ぶり、Chevonにとってはテレビ初主演となる『FNS歌謡祭』にChevonとともに出演した。
また、2023年1月17日に配信されたシングル、「BETTING」が収録されている。

## リリース形態

### 商品形態
初回生産限定盤A、初回生産限定盤B、通常盤の3形態での発売となる。初回生産限定盤Aと初回生産限定盤Bには『Circus Funk（feat. Chevon）』のミュージックビデオとメイキング映像を収録したBlu-ray（初回生産限定盤A）とDVD（生産限定盤B）が付属され、東京都内にて開催予定のスペシャルイベントへご招待、『SHINGO KATORI 1st LIVE TOUR Circus Funk 2025』開場前バックステージツアーへご招待されるシリアルナンバーが封入される。初回生産限定盤は、豪華ボックス仕様になっていて、CD、Blu-ray＆DVDに加え、マガジン型豪華ブックレット、オリジナルトランプシートやステッカーセット、さらには「Circus Funk」レプリカチケットが封入される。

### 会場特典付きCD予約受付
稲垣吾郎・草彅剛・香取慎吾（新しい地図）のイベント「NAKAMA to MEETING Vol.4」の東京会場（国立代々木競技場第一体育館）・福岡会場（福岡国際センター）にて、CD予約受付をし、特典に、初回生産限定盤A、初回生産限定盤Bには「香取慎吾撮りおろしクリアファイル2枚セット」、通常盤では「香取慎吾撮りおろしクリアファイル1枚」がそれぞれ付属された。

### グローバルリリース・Weverse Albums
2025年5月12日に、K-POPアーティストに人気のデジタルアルバムプラットフォーム「Weverse」にて、公式コミュニティと、Weverse Shopがオープンされることが発表し、それと同時に、『Circus Funk』が、「Weverse Albums」で、日本人アーティストとして初のグローバル販売をすることが発表された。「Weverse Albums」には、名刺サイズパッケージの中にブックレット、手書きメッセージ入りフォトカード、楽曲や写真を専用アプリで鑑賞できるQRコードが収録されているデジタルアルバム。Weverse Shop限定で、全世界で1,405枚限定の特別アイテムとして販売された。なお、CD盤と同様、デザインはアートディレクター・小杉幸一が担当した。

## 収録曲
CD
| #         | タイトル                                                         | 作詞                                           | 作曲                                           | 編曲                  | 時間  |
| --------- | ---------------------------------------------------------------- | ---------------------------------------------- | ---------------------------------------------- | --------------------- | ----- |
| 1.        | 「COLOR BARS（feat. SHOW-GO）」                                  | SHOW-GO・Shingo                                | SHOW-GO・Shingo                                | SHOW-GO               | 2:48  |
| 2.        | 「SURVIVE（feat. LEO from ALI）」                                | LEO・Shingo                                    | LEO・Shingo                                    | ALI・Ryo'LEFTY'Miyata | 4:43  |
| 3.        | 「Circus Funk（feat. Chevon）」                                  | Chevon・Shingo                                 | Chevon・Shingo                                 | Chevon                | 3:24  |
| 4.        | 「愛の言霊(ことだま)～Spiritual Message～（feat. Night Tempo）」 | 桑田佳祐                                       | 桑田佳祐                                       | Night Tempo           | 3:56  |
| 5.        | 「Full Moon（feat. 村田陽一）」                                  | 村田陽一・小本りな・Shingo                     | 村田陽一・小本りな・Shingo                     | 村田陽一              | 2:16  |
| 6.        | 「UNERI KUNERI（feat. Kroi）」                                   | Kroi・Shingo                                   | Kroi・Shingo                                   | Kroi                  | 4:00  |
| 7.        | 「カツカレー（feat. 在日ファンク）」                             | 浜野謙太・小金丸慧・Shingo                     | 浜野謙太・小金丸慧・Shingo                     | 在日ファンク          | 4:32  |
| 8.        | 「TATTOO（feat. 中森明菜）」                                     | 森由里子                                       | 関根安里                                       | SOIL&"PIMP"SESSIONS   | 3:49  |
| 9.        | 「一億人の恋人（feat. 乃紫）」                                   | 乃紫・Shingo                                   | 乃紫・Shingo                                   | 乃紫                  | 4:16  |
| 10.       | 「夢々Ticket（feat. 緑黄色社会）」                               | 穴見真吾・peppe・小林 壱誓・Shingo             | 穴見真吾・peppe・小林 壱誓・Shingo             | LASTorder・穴見真吾   | 4:00  |
| 11.       | 「Not Too Good Not Too Bad（feat. Yaffle）」                     | Yaffle・Shingo                                 | Yaffle・Shingo                                 | Yaffle                | 3:54  |
| 12.       | 「BETTING 香取慎吾×SEVENTEEN」                                   | WOOZI、BUMZU、Nmore、Shannon、Yanosuke、Shingo | WOOZI、BUMZU、Nmore、Shannon、Yanosuke、Shingo | -                     | 3:19  |
| 合計時間: | 合計時間:                                                        | 合計時間:                                      | 合計時間:                                      | 合計時間:             | 44:57 |

Blu-ray＆DVD
| #  | タイトル                                                  | 作詞 | 作曲・編曲 |
| -- | --------------------------------------------------------- | ---- | ---------- |
| 1. | 「Circus Funk（feat. Chevon）」(Music Video)              |      |            |
| 2. | 「Circus Funk（feat. Chevon）」(Music Video Making Movie) |      |            |

### 曲解説

#### Disc 1
1. COLOR BARS（feat. SHOW-GO）
2. SURVIVE（feat. LEO from ALI）
3. Circus Funk（feat. Chevon）
8th配信シングル。本作のリードトラック。香取主演 フジテレビ系ドラマ『日本一の最低男 ※私の家族はニセモノだった』主題歌。
4. 愛の言霊(ことだま)～Spiritual Message～（feat. Night Tempo）
サザンオールスターズのカバー。香取主演 日本テレビ系ドラマ『透明人間』主題歌。
5. Full Moon（feat. 村田陽一）
6. UNERI KUNERI（feat. Kroi）
7. カツカレー（feat. 在日ファンク）
8. TATTOO（feat. 中森明菜）
9th配信シングル。中森明菜のカバー。
9. 一億人の恋人（feat. 乃紫）
10. 夢々Ticket（feat. 緑黄色社会）
11. Not Too Good Not Too Bad（feat. Yaffle）
12. BETTING　香取慎吾×SEVENTEEN
6th配信シングル。フジテレビ系ドラマ『罠の戦争』主題歌。

## 演奏
- 香取慎吾：Vocal
- SHOW-GO：Beatbox (#1)
- LEO (ALI)：Vocal (#2)
- MOMONADY：Chorus (#2)
- BOBO：Drums (#2)
- 田中愛一朗Cesar：Guitar (#2)
- JIN INOUE：Keyboards (#2)
- 藤田聖史：Synthesizer (#2)
- 前田竜希：Bass (#2)
- 長田明宏：Trumpet (#2)
- 屋嘉一志：Sax (#2)
- 福岡たかし：Percussion (#2.11)
- Hiroshi：Percussion (#2)
- 宮田“レフティ”リョウ (イトヲカシ)：All Other Instruments & Programming (#2)
- 谷絹茉優：Vocal (#3)
- Ktjm：Guitar (#3)
- オオノタツヤ：Bass (#3)
- 小林令：Drums (#3)
- 村田陽一：Trombone (#3.5)
- 西村浩二：Trumpet (#3.5)
- 鈴木圭
  - Sax (#3)
  - Alto Sax (#5)
- Night Tempo：All Instruments (#4)
- 渡嘉敷祐一：Drums (#5)
- 納浩一：Wood Bass (#5)
- 養父貴：Electric Guitar (#5)
- 髙本りな：Piano (#5)
- 奥村晶、二井田ひとみ：Trumpet (#5)
- 鹿討奏：Trombone (#5)
- 山城純子：Bass Trombone (#5)
- 中ヒデヒト：Clarinet (#5)
- 藤井珠緒：Percussion (#5)
- 篠崎正嗣グループ：Strings (#5)
- 内田怜央：Vocal, Percussion (#6)
- 長谷部悠生：Guitar (#6)
- 関将典：Bass (#6)
- 益田英知：Drums (#6)
- 千葉大樹：Keyboards (#6)
- 浜野謙太：Vocal (#7)
- 小金丸慧：Guitar (#7)
- 村上啓太：Bass (#7)
- 永田真毅：Drums (#7)
- 橋本剛秀：Sax (#7)
- 村上基：Trumpet (#7)
- ジェントル久保田：Trombone (#7)
- 中森明菜：Vocal (#8)
- 社長 (SOIL&"PIMP"SESSIONS)：Agitator (#8)
- タブゾンビ (SOIL&"PIMP"SESSIONS)：Trumpet (#8)
- 丈青 (SOIL&"PIMP"SESSIONS)：Piano (#8)
- 秋田ゴールドマン (SOIL&"PIMP"SESSIONS)：Bass (#8)
- 栗原健：Sax (#8)
- S.O：Drums (#8)
- 佐々木久美：Chorus (#8)
- 乃紫：Vocal (#9)
- Shoma Ryu：Guitar, Bass (#9)
- 藤田亮介：Drums (#9)
- 長屋晴子：Chorus (#10)
- 小林壱誓：Guitar (#10)
- 穴見真吾：Bass (#10)
- peppe：Piano (#10)
- 城戸紘志：Drums (#10)
- Tocchi：Trombone (#10)
- Atsuki：Trumpet (#10)
- 寺地美穂：Sax (#10)
- 工藤誠也：Drums (#11)
- 小川翔：Guitar (#11)
- 小林修己：Bass (#11)
- 吉澤達彦：Trumpet (#11)
- 高井天音：Trombone (#11)
- 植松陽介、MayowaSensei、高橋あず美、bAe：Choir (#11)
- Yaffle：All Other Instruments (#11)
- GLENN：Chorus (#12)
- BUMZU, Nmore：Keyboards (#12)

## テレビ出演
SURVIVE（feat. LEO from ALI）
- 『SONGS』（2025年5月29日、NHK）
LEOとともに出演し、テレビ初披露。

Circus Funk（feat. Chevon）
- 『2024 FNS歌謡祭』（2024年12月11日、関西テレビ・フジテレビ）
Chevonとともに出演し、テレビ初披露。
- 『with MUSIC』（2025年5月17日、日本テレビ）

UNERI KUNERI（feat. Kroi）
- 『2025 FNS歌謡祭 夏』（2025年7月2日、関西テレビ・フジテレビ）

TATTOO（feat. 中森明菜）
- 『with MUSIC』（2025年5月17日、日本テレビ）
- 『SONGS』（2025年5月29日、NHK）

SOIL&”PIMP”SESSIONSとともに出演。

⼀億⼈の恋⼈（feat. 乃紫）
- 『CDTVライブ！ライブ！』（2025年6月2日、TBS）
乃紫とともに出演し、テレビ初披露。

夢々Ticket（feat. 緑黄色社会）
- 『週刊ナイナイミュージック』（2025年5月28日、フジテレビ）

Not Too Good Not Too Bad（feat. Yaffle）
- 『SONGS』（2025年5月29日、NHK）

## “Circus Funk” Festival

### 概要
“Circus Funk” Festival（“サーカス ファンク” フェスティバル）は、2024年12月3日、12月4日に行われた香取慎吾初のフェスである。
2024年11月27日に配信された香取慎吾の3rdアルバム「Circus Funk」を引っ提げて、アルバムにfeatとして参加した、ゲストがさまざまな出演している。
公演から約2ヶ月後の、2025年2月15日には、WOWOWでフェスの模様が独占放送・配信された。
なお、このフェスの12月3日の公演には、中森明菜が観客として拝見しており、ラストの「Not Too Good Not Too Bad（feat. Yaffle）」でモニター越しに映り、会場には大歓声が起きた。

### 出演アーティスト
| 開催日 | 開催日  | 出演アーティスト                                                                              | 備考 |
| ------ | ------- | --------------------------------------------------------------------------------------------- | --- |
| 1      | 12月3日 | SHOW-GO・LEO from ALI・Chevon・Night Tempo・村田陽一・在日ファンク・SOIL&”PIMP”SESSIONS・乃紫 | この日は、「UNERI KUNERI」でコラボレーションしたKroiは出演していなく、2日目の12月4日に出演した。なお、「夢々Ticket」でコラボレーションした緑黄色社会、「Not Too Good Not Too Bad」でコラボレーションしたYaffleは2日間ともに出演していない。また、この日は「TATTOO」でコラボレーションした中森明菜が観客として拝見していた。 |
| 2      | 12月4日 | SHOW-GO・Chevon・Night Tempo・村田陽一・Kroi・SOIL&”PIMP”SESSIONS・乃紫                       | この日は、1日目の12月3日に出演したLeo、在日ファンクは出演していない。 |

### セットリスト
1. COLOR BARS（feat. SHOW-GO）
2. SURVIVE（feat. LEO from ALI）
3. Circus Funk (feat. Chevon)
4. 東京SNG
5. 愛の言霊(ことだま)～Spiritual Message～ (feat. Night Tempo)
6. Full Moon (feat. 村田陽一)
7. Anonymous (feat. WONK)
8. Prologue (feat. TeddyLoid & たなか)
9. 10%
10. UNERI KUNERI (feat. Kroi)
11. カツカレー (feat. 在日ファンク)
12. BETTING
13. TATTOO (feat. 中森明菜 / Arranged by SOIL&"PIMP"SESSIONS)
14. 一億人の恋人 (feat. 乃紫)
15. FUTURE WORLD (feat. BiSH)
16. 夢々Ticket (feat. 緑黄色社会)
17. Not Too Good Not Too Bad (feat. Yaffle)
18. 夢々Ticket (feat. 緑黄色社会)

### フェスティバル

#### 公演日程
|        | 開催日時 | 開演時間 | 会場                        |
| 2024年 | 2024年   | 2024年   | 2024年                      |
| ------ | -------- | -------- | --------------------------- |
| 1      | 12月3日  | 17:00    | 国立代々木競技場 第一体育館 |
| 2      | 12月4日  | 15:00    | 国立代々木競技場 第一体育館 |